# Wilhelm Hieronymus Brückner

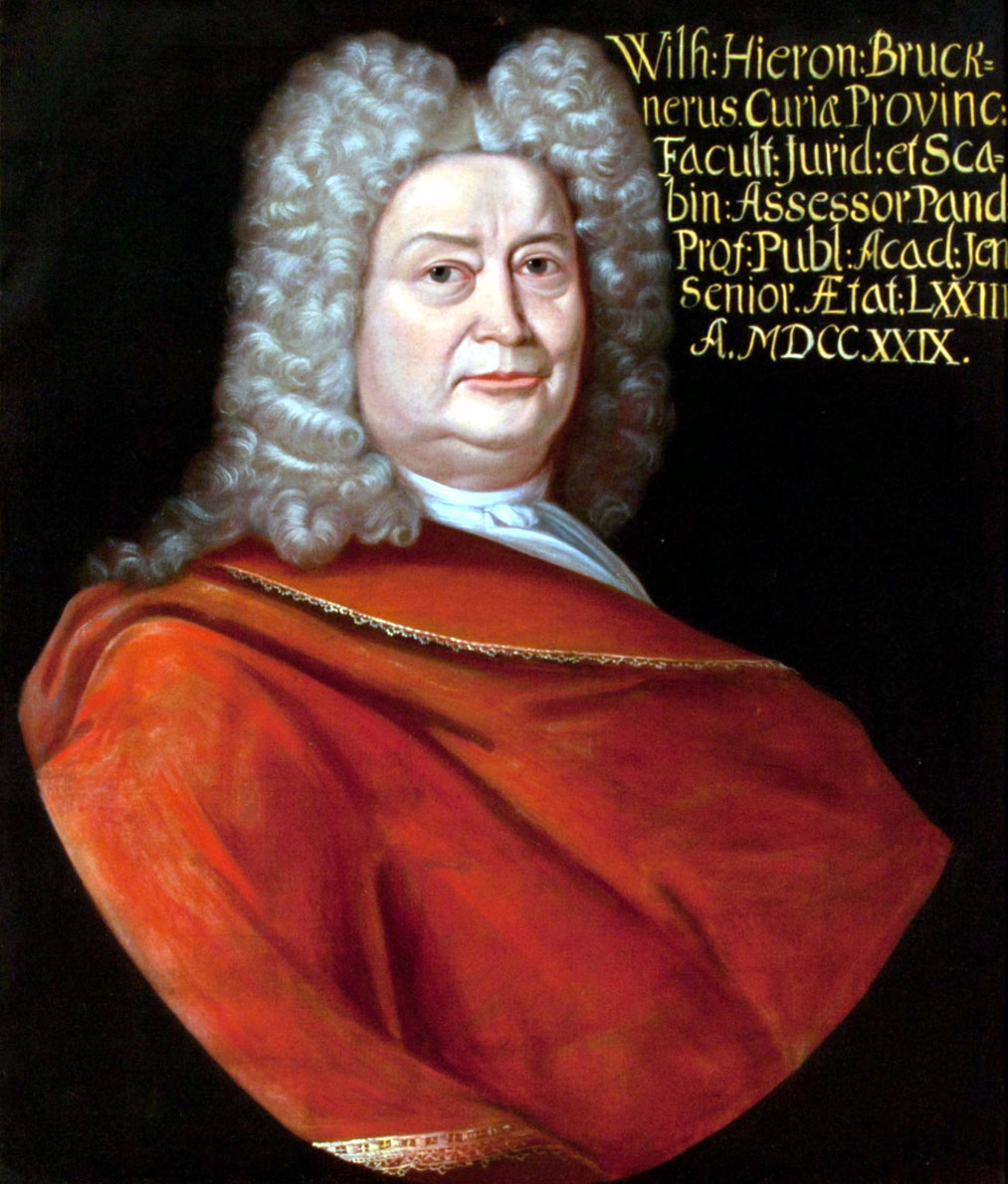
Wilhelm Hieronymus Brückner

Wilhelm Hieronymus Brückner auch: Bruckner (* 23. September 1656 in Erfurt; † 21. April 1736 in Jena) war ein deutscher Rechtswissenschaftler.

## Leben
Brückner war der Sohn des Sachsen-Gothaischen Rates Hieronymus Brückner (* 26. August 1614; † 6. August 1656) und dessen Frau Christine Brand (* 16. März 1618; † 12. Juli 1682). Nach dem Besuch der Stadtschule war Brückner von 1671 bis 1676 Schüler am Gymnasium Illustre in Gotha. Im Sommersemester 1676 immatrikulierte er sich an der Universität Jena, wo er beabsichtigte ein theologisches Studium zu absolvieren. Im Laufe einiger Zeit schwenkte er jedoch zu den Rechtswissenschaften um. Hierzu begab er sich an die Universität Erfurt, wo sein Bruder Georg Heinrich Brückner (1652–1700) eine außerordentliche Professur der Rechte innehatte. 1682 bis 1683 wurden seine Studien durch die in Erfurt herrschende Pest unterbrochen, da er mit seinen Familienangehörigen nach Vippach floh.
Nach Erfurt zurückgekehrt, promovierte er unter Johann Moritz Guden am 19. April 1684 zum Doktor der Rechte, beteiligte sich am Lehrbetrieb der Hochschule und wurde 1685 außerordentlicher Professor der Rechtswissenschaften in Erfurt. 1690 folgte er einem Ruf als ordentlicher Professor der Instituten an die Universität Jena und erhielt damit verbunden den Titel eines Rats. 1694 übernahm er die Professur der Pandekten, wurde Assessor am Hofgericht und Schöppenstuhl und erhielt den Titel eines Hofrats von Sachsen-Weimar. Außerdem beteiligte er sich an den organisatorischen Aufgaben der Hochschule. So war er siebzehn Mal Dekan der juristischen Fakultät und in den Sommersemestern 1694, 1702, 1703, 1713, 1723, 1729 Rektor der Alma Mater.

## Familie
Brückner verheiratete sich am 27. August 1689 in Gotha mit Anna Christina Becker (* 18. August 1672 in Gotha), Tochter des sachsen gothaischen Kanzlers Paul Becker (* 11. August 1631 in Freystadt/Schlesien; † 13. März 1679 in Gotha) und dessen Frau Magdalena Elisabeth Wild (* 24. August 1650 in Schmalkalden). Aus der Ehe stammen Kinder; von diesen kennt man:
- Paul Wilhelm Brückner (* 1. März 1692 in Jena; † 1722 Schmalkalden)
- Margaretha Christina Brückner
- Margaretha Sybilla Catharina Brückner (* 25. Juni 1694 in Jena) verh. am 25. August 1720 mit Johann Salomon Brunnquell
- Rosina Charlotta Brückner
- Sophia Elisabeth Regina Brückner

Geschwister
- Hieronymus Brückner (* 16. Februar 1639; † 11. Februar 1693) Jurist[2]
- Rudolf Brückner († 1683) Amtmann
- Georg Heinrich Brückner (* 2. Dezember 1652; † 21. Juli 1700) Jurist[3]

## Werke (Auswahl)
- Disp. de eo quod iustum est in foro externo (iustitia externa) et interno (just. interna) cet. 1691.
- de clandestinis ponsalibus juratis. 1697.
- de auctoritate juris canonici. 1702.
- Progr. de usu et aestimationes s. scripturae apud Pontificios, et speciatim in jure canonico. 1705.
- Progr. de differentia consensus sponsalitii et matrimonialis, indeque resultantibus effectibus praecipuis. 1705.
- Prog. de concilio Erfurtensi cuius in jure can. c. 2. C. 15. q. 4 fit mentio. 1707.
- De jure principis et imprimis statuum protestantium circa caussas matrimonales. 1714.
- Progr. Christianis non esse licitum iurare nisi in casu necessitatis. 1719.
- de emendata, ocassione reformationis D. Lutheri doctrina de decimis praecipue novalibus. 1730.